# Hugo Konongo
Hugo Konongo (Tolosa, 14 febbraio 1992) è un ex calciatore francese naturalizzato congolese (Repubblica del Congo), di ruolo difensore.

## Statistiche

### Cronologia presenze e reti in nazionale
| Cronologia completa delle presenze e delle reti in nazionale ― Rep. del Congo | Cronologia completa delle presenze e delle reti in nazionale ― Rep. del Congo | Cronologia completa delle presenze e delle reti in nazionale ― Rep. del Congo | Cronologia completa delle presenze e delle reti in nazionale ― Rep. del Congo | Cronologia completa delle presenze e delle reti in nazionale ― Rep. del Congo | Cronologia completa delle presenze e delle reti in nazionale ― Rep. del Congo | Cronologia completa delle presenze e delle reti in nazionale ― Rep. del Congo | Cronologia completa delle presenze e delle reti in nazionale ― Rep. del Congo |
| Data                                                                          | Città                                                                         | In casa                                                                       | Risultato                                                                     | Ospiti                                                                        | Competizione                                                                  | Reti                                                                          | Note                                                                          |
| ----------------------------------------------------------------------------- | ----------------------------------------------------------------------------- | ----------------------------------------------------------------------------- | ----------------------------------------------------------------------------- | ----------------------------------------------------------------------------- | ----------------------------------------------------------------------------- | ----------------------------------------------------------------------------- | ----------------------------------------------------------------------------- |
| 14-6-2015                                                                     | Brazzaville                                                                   | Rep. del Congo                                                                | 1 – 1                                                                         | Kenya                                                                         | Qual. Coppa d'Africa 2017                                                     | -                                                                             | 84’                                                                           |
| 1-9-2015                                                                      | Brazzaville                                                                   | Rep. del Congo                                                                | 2 – 3                                                                         | Ghana                                                                         | Amichevole                                                                    | -                                                                             | 46’                                                                           |
| 24-3-2019                                                                     | Harare                                                                        | Zimbabwe                                                                      | 2 – 0                                                                         | Rep. del Congo                                                                | Qual. Coppa d'Africa 2019                                                     | -                                                                             |                                                                               |
| 10-10-2019                                                                    | Thanyaburi                                                                    | Thailandia                                                                    | 1 – 1                                                                         | Rep. del Congo                                                                | Amichevole                                                                    | -                                                                             |                                                                               |
| Totale                                                                        |                                                                               | Presenze                                                                      | 4                                                                             |                                                                               | Reti                                                                          | 0                                                                             |                                                                               |